# Manfred Stelzer (Rechtswissenschaftler)
Manfred Stelzer (* 20. April 1958 in Wien) ist ein österreichischer Rechtswissenschaftler.

## Leben
Dem Studium der Rechtswissenschaft an der Universität Wien folgte seine Promotion. 1985/86 war er Forschungsassistent am österreichischen Verfassungsgerichtshof in Wien. Er habilitierte sich 1991 und vertrat 1991/1992 eine Professur an der Universität Konstanz. Stelzer lehrt seit 1993 als Universitätsprofessor für Staats-, Verfassungs- und Verwaltungsrecht an der Universität Wien. Er ist stellvertretender Kuratoriumsvorsitzender des Dimitris-Tsatsos-Instituts für Europäische Verfassungswissenschaften an der FernUniversität Hagen.
Stelzers Forschungsschwerpunkte sind die Grundrechte, das Parteienrecht, das Recht der Biotechnologie und das Vergleichende Verfassungsrecht.
2014 wurde er zum ordentlichen Mitglied der Academia Europaea gewählt.

## Publikationen
- Das Wesensgehaltsargument und der Grundsatz der Verhältnismäßigkeit (= Forschungen aus Staat und Recht, Bd. 94), Wien 1991 (Habilitationsschrift).
- Nationale Souveränität im Gentechnikrecht. Völkerrechtliche und europarechtliche Vorgaben für eine weitergehende Regelung der Gentechnik (gemeinsam mit Gerhard Loibl), hrsg. vom Bundeskanzleramt, Wien 1997.
- Die Systemisierung von Notarstellen aus verfassungsrechtlicher und europarechtlicher Perspektive, Wien 2001.
- Moratorium der Gentechnik? Verfassungs- und europarechtliche Rahmenbedingungen der Errichtung gentechnikfreier Bewirtschaftungsgebiete, hrsg. vom Bundesministerium für Gesundheit, soziale Sicherheit und Generationen, Wien 2003.
- Datenschutz im Gentechnikrecht, Wien 2004.
- Grundzüge des Öffentlichen Rechts, Wien 2005, 2. Auflage, 2013, 3. Auflage, 2016, 4. Auflage, 2019.
- An Introduction to Austrian Constitutional Law, Wien 2007, 2nd edition, 2009, 3rd edition, 2014.
- The Constitution of the Republic of Austria. A Contextual Analysis, Oxford 2011.

Herausgeberschaften
- Demokratie und sozialer Rechtsstaat in Europa. Festschrift für Theo Öhlinger (gemeinsam mit Stefan Hammer, Alexander Somek und Barbara Weichselbaum), Wien 2004.
- Biotechnologie. Herausforderung für den Datenschutz, Wien 2005.